# Majja Dorosjko
Majja Aleksandrovna Dorosjko (ryska: Майя Александровна Дорошко), född 23 april 1999 i Moskva, är en rysk konstsimmare.

## Karriär
Vid junior-EM 2017 i Belgrad var Dorosjko en del av Rysslands lag som tog guld i lagtävlingen och i fri kombination. Vid VM 2019 i Gwangju var hon en del av Rysslands lag som tog guld i det tekniska lagprogrammet och i fri kombination.
Vid VM 2025 i Singapore tog Dorosjko brons i både det tekniska och fria parprogrammet tillsammans med Tatiana Gajdaj.